# Nuphar
El género Nuphar Sm. in Sibth. & Sm., 1809 comprende 9 especies de hierbas perennes acuáticas y pertenece a la familia Nymphaeaceae. Su especie tipo es Nymphaea lutea L., 1753. El nombre proviene de la palabra sánscrita nilotpalah que indicaba estas plantas, a través del derivado persa ninufar.

## Descripción

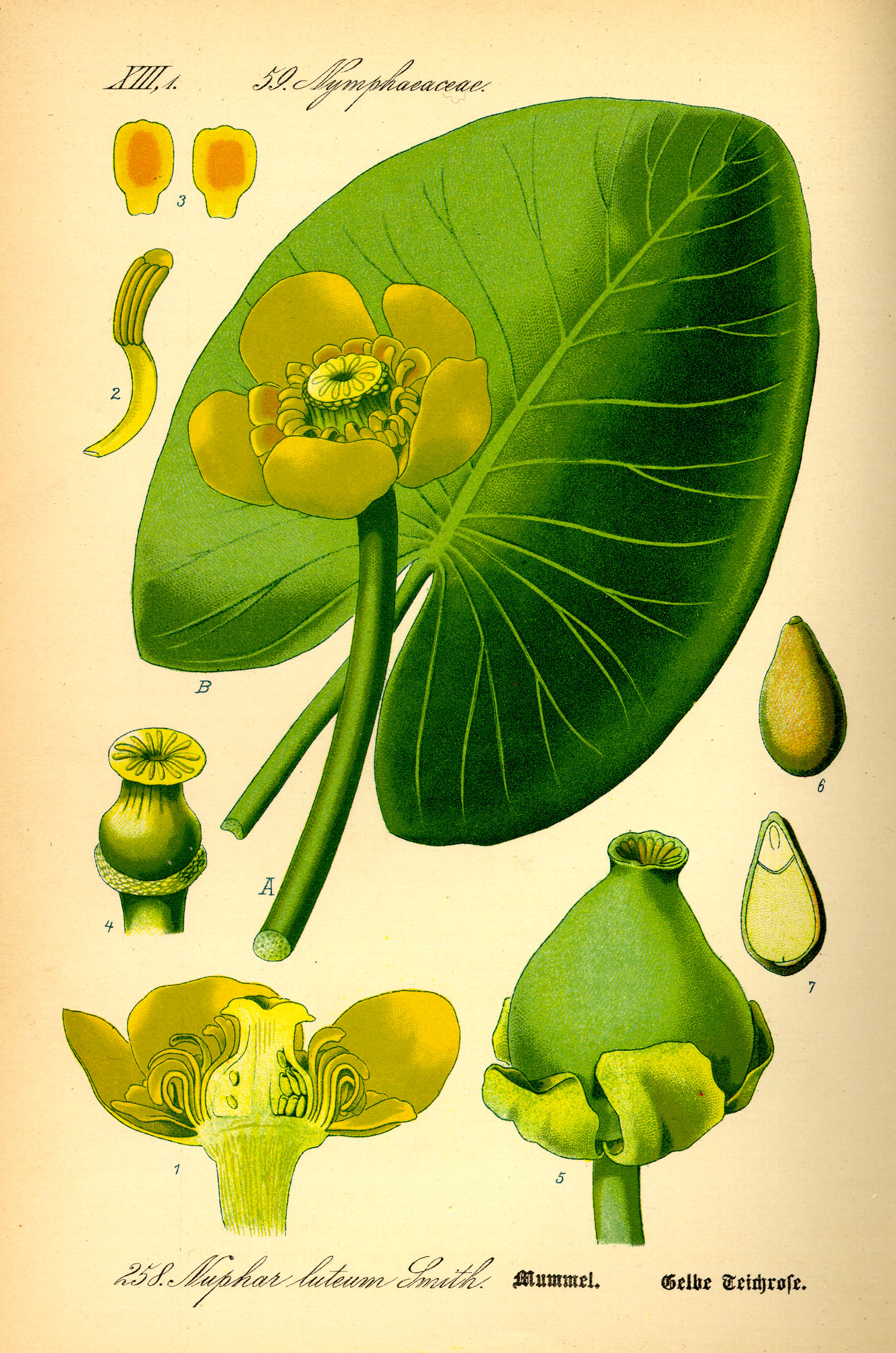
Caracteres anatómicos de Nuphar lutea

- Hierbas perennes, acuáticas, con rizoma horizontal, muy grueso.
- Hojas inferiores sumergidas, enteras, membranosas, sésiles o cortamente pecioladas, de bordes crispados, las superiores flotantes o emergidas, largamente pecioladas, coriáceas, lanceoladas a orbiculares, de nerviación palmeada.
- Flores solitarias, hipóginas, flotantes; receptáculo convexo; sépalos 5-14; pétalos numerosos, pequeños, amarillos, cada uno con un nectario abaxial; estambres numerosos, libres, amarillos más o menos teñidos de rojo, filamentos laminares, anteras lineares de dehiscencia longitudinal introrsa; carpelos 5-23(-30), sincárpicos, estigmas en un disco aplanado a algo cóncavo sobre el ovario, formando radios.
- Fruto ovoide, de dehiscencia irregular, pericarpo coriáceo.
- Semillas ovoides, sin arilo.
- Polen anasulcado, con espinas prominentes.
- Número cromosómico: 2n = 34.

## Ecología
Las semillas se liberan en paquetes flotantes de tejido aerenquimático. Viven en lagos, lagunas y charcas.

## Distribución
El género se distribuye por las zonas templadas del hemisferio norte.

## Usos
Todas las especies se usan en mayor o menor medida en la ornamentación de superficies de agua y en acuariofilia. Algunas especies introducidas se escapan, convirtiéndose en problemas ecológicos.

## Sinonimias
- Nymphozanthus Rich., 1811. Especie tipo: Nymphozanthus vulgaris Rich., 1811.
- Nenuphar Link, 1822.
- Ropalon Raf., 1837. Especie tipo: Nymphaea sagittata Pers., 1807, nom. illeg.
- Nufar Wallr., 1840.
- Nymphosanthus Steud., 1841 (error).
- Nyphar Walp., 1842 (error).
- Nymphona Bubani, 1901.

## Táxones específicos incluidos

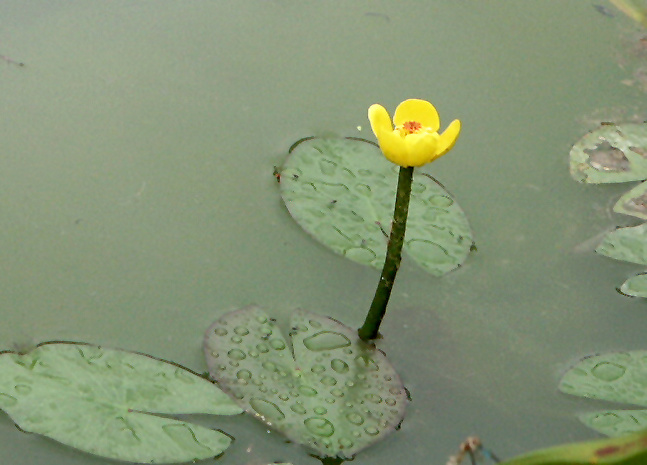
Nuphar pumila subsp. pumila

- Especie Nuphar advena (Aiton, 1789) W.T. Aiton, 1811

Canadá, Estados, Unidos, México, Cuba
- Subespecie advena (= Nymphaea arifolia Salisb., 1805, nom. illeg.; N. advena var. tomentosa Torr. & A. Gray, 1838; N. advena var. minor Morong, 1886; Nymphaea macrophylla Small, 1898; Nymphaea fluviatilis R.M. Harper, 1906; Nymphaea chartacea G.S. Mill. & Standl., 1912; Nymphaea ludoviciana G.S. Mill. & Standl., 1912; Nymphaea microcarpa G.S. Mill. & Standl., 1912; Nymphaea ovata G.S. Mill. & Standl., 1912; Nymphaea puberula G.S. Mill. & Standl., 1912; Nymphaea advena subsp. erythraea G.S. Mill. & Standl., 1912; N. advena var. brevifolia Standl., 1929; N. advena var. cubana P. Ponce de León, 1947; N. puteorum Fernald, 1950)

Este de Canadá, Estados Unidos y México, Cuba.
- Subespecie orbiculata (Small, 1896) Padgett, 1999 (= Nymphaea bombycina G.S. Mill. & Standl., 1912)

Sureste de Estados Unidos
- Subespecie ozarkana (G.S. Mill. & Standl., 1912) Padgett, 1999

Estados Unidos: Arkansas, Missouri, Oklahoma
- Subespecie ulvacea (G.S. Mill. & Standl., 1912) Padgett, 1999

Sureste de Estados Unidos
- Especie Nuphar japonica DC., 1821 (= N. japonica var. crenata Casp., 1866; N. japonica var. subintegerrima Casp., 1866)

Taiwán, Japón, Corea. En peligro. 2n = 34.
- Especie Nuphar lutea (L., 1753) Sm., 1809 (= Nymphaea umbilicalis Salisb., 1805, nom. illeg.; Nymphozanthus vulgaris Rich., 1811, nom. illeg.; N. sericea Láng, 1824; N. spathulifera Rchb., 1824; N. systyla Wallr., 1840; N. sericea Kitt., 1843 (non Láng, 1824))

China, Kazajistán, Rusia, Europa, norte de África, suroeste de Asia. 2n = 34.
- Especie Nuphar microphylla (Pers., 1807) Fernald, 1917 (= Nymphaea lutea var. kalmiana Michx., 1803; N. microphylla f. multisepala Lakela, 1956)

Este de Canadá, nordeste de Estados Unidos. 2n = 34.
- Especie Nuphar polysepala Engelm., 1865 (= N. polysepala var. picta Engelm., 1865

Alaska, oeste de Canadá y Estados Unidos
- Especie Nuphar pumila (Timm, 1795) DC., 1821

Región Paleártica. 2n = 34
- Subespecie pumila (= Nymphaea lutea var. minima Willd., 1799; N. bornetii H. Lév. & Vaniot, 1904; N. centricavata J. Schuster, 1905; N. shimadae Hayata, 1916; Nuphar ozeensis Miki, 1937; N. subpumila Miki, 1937; N. pumila f. rubro-varia Koji Ito ex Hideki Takah., M. Yamaz. & J. Sasaki, 2005)

China, Taiwán, Japón, Corea, Mongolia, Rusia, Europa boreal, central y oriental, noroeste de España. Anteras 1,0-2,5 mm de largo; flores 10-25 mm de diámetro.
- Subespecie oguraensis (Miki, 1934) Padgett, 1999 (= N. oguraensis var. akiensis M. Shimoda, 1991)

Japón
- Subespecie sinensis (Hand.-Mazz., 1926) Padgett, 1999

China. Anteras 3,5-6,0 mm de largo; flores 20-45(-60) mm de diámetro.
- Especie Nuphar rubrodisca Morong, 1886 (= Nymphaea advena var. hybrida Peck, 1881; Nymphaea fletcheri G. Lawson, 1888)

Sureste de Canadá, nordeste de Estados Unidos. Al parecer se trata de un híbrido N. microphylla X%% N. variegata, estéril en ciertas partes de su área y completamente fértil en las otras.
- Especie Nuphar sagittifolia (Walter, 1788) Pursh, 1814 (= Nymphaea longifolia Michx., 1803; Nymphaea sagittata Pers., 1807, nom. illeg; Nymphaea hastata Michx., ex DC., 1821, nom. inval.; N. latifolia Steud., 1841, error)

Este de Estados Unidos. Ornamental en acuariofilia.
- Especie Nuphar variegata Engelm. ex Durand in Clinton, 1866 (= Nymphaea americana G.S. Mill. & Standl., 1912; Nymphaea fraterna G.S. Mill. & Standl., 1912; Nymphozanthus variegatus var. lutescens Farw., 1923)

Canadá, norte de Estados Unidos. 2n = 34.

## Híbridos
Se conocen los siguientes híbridos naturales:
- Nuphar × interfluitans Fernald, 1942 (= N. advena × N. sagittifolia)
- Nuphar × saijoensis (M. Shimoda, 1991) Padgett, 2002 (= N. japonica × N. pumila)
- Nuphar × spenneriana Gaudin, 1828 (= N. lutea × N. pumila; N. × intermedia Ledeb., 1830; N. rivulare Dumort., 1864; N. affine Harz, 1893; N. jurana Magnin, 1894; N. intermedia f. chlorocephala Fr. Römer, 1907)